# チジク (路面電車)
チジク（ロシア語: Чижик、英語: Chizhik）は、ロシア連邦・サンクトペテルブルクの路面電車（サンクトペテルブルク市電）のうち、2018年以降民間企業によるコンソーシアムによって運営されている系統の愛称。線路の改修や列車の高速化、超低床電車の導入など多数の近代化が行われている。

## 歴史
サンクトペテルブルク市電はソビエト連邦時代、世界最大の路線網を有していたが、ソビエト連邦の崩壊による経済の混乱に加え、モータリーゼーションの進展や工場の移転による輸送需要の変化により利用客が減少し、路線の廃止が相次いでいた。さらに、サンクトペテルブルク市当局も2000年代に路面電車網を路線バスに置き換える計画を示しており、予算がバスへ重点的に投資された結果、路面電車の整備も遅々として進まなかった。同年代以降は路線の復活や超低床電車の導入などの近代化が行われたものの、車両数が路線規模に対して少ないことで都心部でも本数が少ない系統が存在する他、列車の運行自体も自動車の混雑や渋滞に巻き込まれ、高速運転が難しい状況になっている系統が多かった。加えて軌道や施設の老朽化や不足も2010年代のサンクトペテルブルク市電にとって大きな課題となっていた。そこで打開策として考案されたのが、国営企業のゴルエレクトロトランス（Горэлектротранс）が運営を担っていた系統のうち一部を民間企業へ委託すると言う官民パートナーシップ事業であった。ロシア連邦において、民間企業が路面電車の運営に携わるのはこれが初めての事例であった。
この計画に際し、建材製造や不動産事業に携わるLSRグループ（LSR Group）を中心に、ライダーグループ（Lider Group）や国内外の投資家たちが参加したコンソーシアム「TKK（«Транспортная концессионная компания»）」が立ち上げられ、2016年5月30日にサンクトペテルブルク市との間に30年間の委託契約が結ばれた。対象となったのは東部のクラスノグヴァルデイスキー地区のうち、ロシア鉄道のラドシュスキー駅に接続するサンクトペテルブルク地下鉄4号線のラドーシスカヤ駅を基点とする系統で、これらの路線には「チジク」と言う愛称が付けられた。
同年から対象となる系統を運休しての大規模な近代化工事が始まり、当初は2017年8月に第1期計画が完成し、翌2018年に全工程を完了させる予定であったが、土地の買収や設計の承認の遅れによりスケジュールに遅延が生じ、第1期計画は2018年3月7日に、残りの計画は2019年9月1日までに完了した。2020年現在は4系統が運行しており、平日に10万3千人以上、休日に6万5千人以上、年間3,332万人の利用客を見込んでいる。

## 近代化
TKKによって運営される路面電車「チジク」では以下のような大規模な近代化工事が実施され、新型車両導入や系統新設など運用面でも大規模な再編が行われた。
- 施設の改修 - 「チジク」の路線網では終端のループ線を含めた線路の改修工事が行われ、レールやバラストの交換、鉄筋コンクリート製枕木の交換、騒音を抑えるためポリマー繊維を用いた繊維補強コンクリートスラブの導入などが行われた。また、一部に存在した単線区間についても複線化工事が行われ、運転本数の増加に対応させた。これらの路線は自動車が通行する区域と分離され、実質的な専用軌道となっている[1][6][7][3][12]。
- 停留所の改築 - 「チジク」の運行路線では停留所の改築工事が行われ、屋根やベンチが設置された他、次の列車の到着時間や系統を表示する電子案内表示装置、緊急時の通報ボタン、視覚障害者向けの音声案内（говорящий город）など利用客の利便性向上を図る設備も導入された[3][11]。
- 新型車両の導入 - 後述の通り、「チジク」の系統にはスイスのシュタッドラー・レール製の超低床電車が導入されている[1][6][7][13]。
- 車庫の新設 - 新型車両導入に伴い、ポタポヴァ通りに新しい車両基地「11番車庫」が新設された。最新鋭の修理設備を導入することにより路面電車車両の整備時間の短縮が図られ、従来と比べ予備車両の大幅な削減が実現した。この車庫は将来の車両増備を想定し、拡張が可能な構造にもなっている[6][7][11]。
- 速度の向上 - 民間委託前の路面電車の表定速度は12 km/h以下と低速であったが、路面電車優先信号の設置を始めとする施策により速度が大幅に向上し、最高表定速度は24 km/hに引き上げられた。これにより、第8系統の全区間の所要時間も16分以内に短縮されている[1][6][3]。
- その他 - 路面電車網の整備に併せ、道路の整備や歩道の新設など周辺工事も実施された[6]。

## 運行

### 系統
2020年現在、「チジク」はラドーシスカヤ駅（Ладожская）を起点とした以下の4系統が運行されている。運転本数や列車単位の輸送量は近代化前と比べて増加しており、全系統が走行するコシギナ通り（проспекта Косыгина）におけるラッシュ時の運転間隔はロシア連邦の路面電車で最も短い2.5分間隔になっている。
| 系統番号 | 起点      | 終点                    | 備考 |
| -------- | --------- | ----------------------- | ---- |
| 8        | Ладожская | Хасанская улица         |      |
| 59       | Ладожская | Улица Электропультовцев |      |
| 63       | Ладожская | Улица Передовиков       |      |
| 64       | Ладожская | Ржевка                  |      |

### 運賃
「チジク」の運賃は他の路面電車や路線バス、トロリーバス等サンクトペテルブルクの公共交通機関と共通に扱われている。料金は各地の電停に設置された券売機から乗車券を現金で購入する場合やスマートフォンのアプリによる非接触式決済システムを用いた場合、1回の乗車につき50ルーブルを支払う必要がある他、手荷物持ち込みの際にも同額の運賃が課せられる。一方、各交通機関で使用可能な非接触式ICカードのポドロジニク・カード（«Подорожник»）を使用する場合、1ヶ月間の利用数が多いほど運賃の割引が行われるようになっており、初乗り運賃も33ルーブルと安くなっている。
チジクでは利用客の動向を調査するため、これらの運賃支払い時の情報を用いた輸送乗客数計算システムを取り入れている。

## 車両

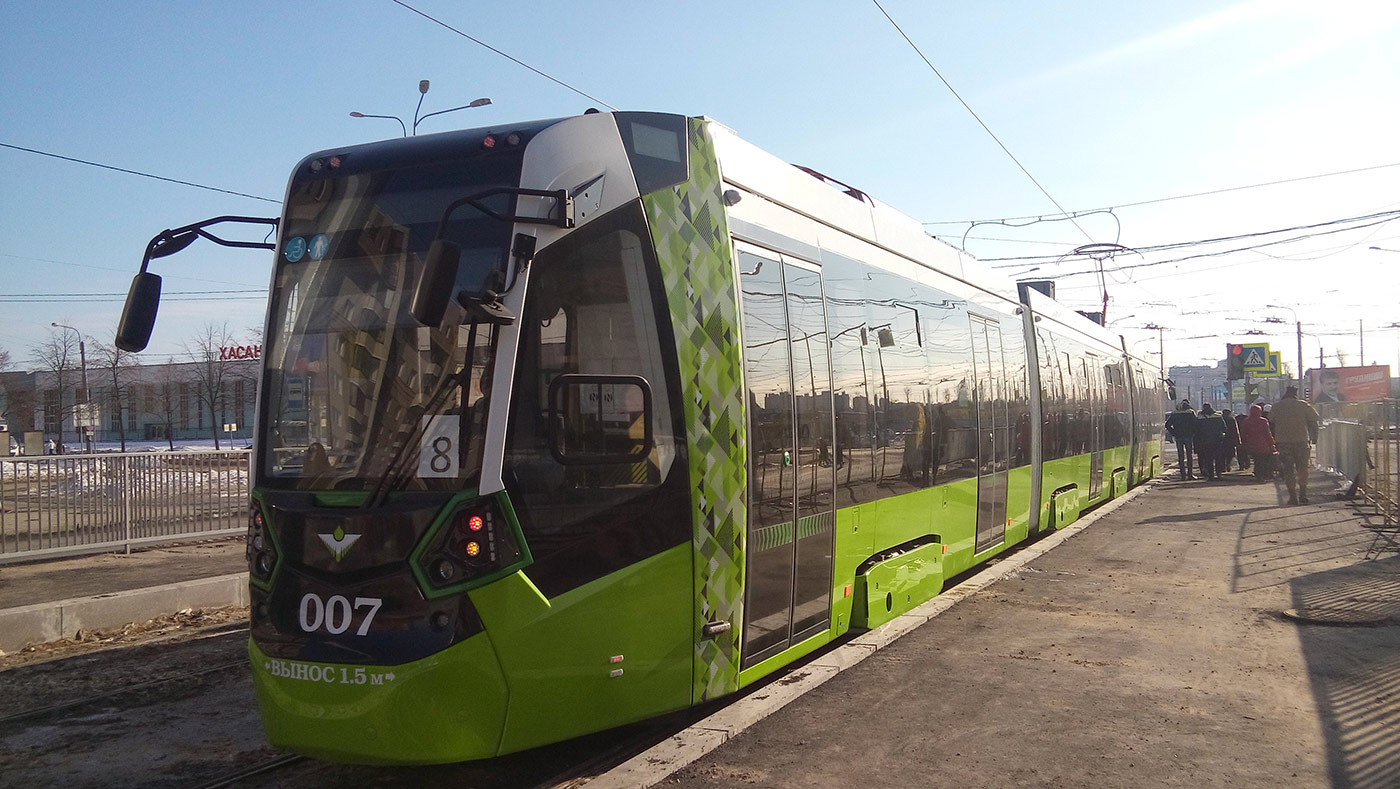
"メテリツァ"（2018年撮影）

「チジク」の運転開始に合わせ、2016年にTKKはスイスの鉄道車両メーカーのシュタッドラー・レールとの間に新型車両導入に関する契約を結んだ。メーカー側から提示された技術仕様の要件を基に、サンクトペテルブルクの走行に適した設計が導入されたこの超低床電車にはB85600M（В85600М）という形式番号とメテリツァ（Metelitsa）という愛称が付けられており、2019年の工事完成までに23両が導入された他、以降も列車本数増加に合わせた増備が行われている。

## その他
サンクトペテルブルク市議会は、2019年10月11日に「チジク」に続く新たな官民パートナーシップによる路面電車事業として、ガスプロムバンクとABZ-1グループによるコンソーシアムとの間に契約を結んだ。既存の路線の改修による近代化が行われた「チジク」とは異なり新規路線が建設される事になっており、「スラビャンカ（Газпромбанка）」と呼ばれるこの路線の第1期計画分は2023年10月、第2期計画分は2024年の開業を予定している。

## 参考資料
- 服部重敬「定点撮影で振り返る路面電車からLRTへの道程 トラムいま・むかし 第10回 ロシア」『路面電車EX 2019 vol.14』、イカロス出版、2019年11月19日、96-105頁、ISBN 978-4802207621。